# Томасс Дукурс
Томасс Дукурс (латис. Tomass Dukurs; *2 липня 1981, Рига) — латвійський скелетоніст. Бронзовий призер чемпіонату світу 2015, чемпіон та багаторазовий призер чемпіонатів Європи.

## Біографія
Скелетоном займається з 1998. Зараз проживає в Сігулді. Молодший брат Томасса Мартінс Дукурс також професійно займається скелетоном. Тренером братів є їх батько Дайніс Дукурс.
Томасс Дукурс дебютував в січні 2000 під час Кубку світу в Ліллехаммері, де він був 39-м. На Олімпійських іграх у Ванкувері і в Сочі Томасс зайняв 4-е місце. На Європейських чемпіонатах 2012 і 2014 посів друге місце.
У 2015 виграв бронзову медаль чемпіонату світу.